# Fallen
För andra betydelser, se Fallen (olika betydelser).
Fallen är debutalbumet av det amerikanska rockbandet Evanescence (ej medräknat demoskivan Origin från 2000). Det gavs ut den 4 mars 2003 på Wind-Up Records och producerades av bandets gitarrist Ben Moody tillsammans med Dave Fortman från hårdrocksgruppen Ugly Kid Joe. Albumet blev en stor succé under 2003 och toppade albumlistorna i Australien, Danmark, Finland, Storbritannien och Österrike. 
På albumet återfinns singlarna "Bring Me to Life", "Going Under", "My Immortal" och "Everybody's Fool".

## Låtlista
| Nr  | Titel                                                             | Låtskrivare                                             | Längd |
| --- | ----------------------------------------------------------------- | ------------------------------------------------------- | ----- |
| 1.  | "Going Under"                                                     | Amy Lee, Ben Moody, John LeCompt, Will Boyd, Rocky Gray | 3:35  |
| 2.  | "Bring Me to Life" (med Paul McCoy)                               | Lee, Moody, LeCompt, Boyd, Gray, McCoy                  | 3:58  |
| 3.  | "Everybody's Fool"                                                | Lee, Moody, LeCompt, Boyd, Gray                         | 3:16  |
| 4.  | "My Immortal"                                                     | Lee, Moody, LeCompt, Boyd, Gray                         | 4:24  |
| 5.  | "Haunted"                                                         | Lee, Moody, LeCompt, Boyd, Gray                         | 3:06  |
| 6.  | "Tourniquet"                                                      | Lee, Moody, LeCompt, Boyd, Gray                         | 4:38  |
| 7.  | "Imaginary"                                                       | Lee, Moody, LeCompt, Boyd, Gray                         | 4:17  |
| 8.  | "Taking Over Me"                                                  | Lee, Moody, LeCompt, Boyd, Gray                         | 3:50  |
| 9.  | "Hello"                                                           | Lee, Moody, LeCompt, Boyd, Gray                         | 3:40  |
| 10. | "My Last Breath"                                                  | Lee, Moody, LeCompt, Boyd, Gray                         | 4:08  |
| 11. | "Whisper"                                                         | Lee, Moody, LeCompt, Boyd, Gray                         | 5:27  |
| 12. | "My Immortal" (Band Version; olistat bonusspår på senare utgåvor) | Lee, Moody, LeCompt, Boyd, Gray                         | 4:33  |
|     | Bonuslåtar på japanska utgåvan                                    |                                                         |       |
| 12. | "Farther Away"                                                    | Lee, Moody, LeCompt, Boyd, Gray                         | 3:58  |
| 13. | "My Immortal" (Band Version)                                      | Lee, Moody, LeCompt, Boyd, Gray                         | 4:33  |

## Medverkande
Evanescence
- Amy Lee — sång, piano, keyboard, körarrangemang
- Ben Moody — gitarr
- John LeCompt - gitarr
- Will Boyd - bas
- Rocky Gray - trummor

Övriga musiker
- DJ Shadow — programmering
- Millennium Choir — bakgrundskör  på "Everybody's Fool", "Haunted", "Imaginary" och "Whisper"
- Graeme Revell — strängarrangemang, dirigent
- David Campbell — tillagd strängarrangemang

Produktion
- Producerad av Dave Fortman och Ben Moody

## Fotnoter
1. ↑  <http://acharts.us/album/12754>